# Roy Stuart (Schauspieler)

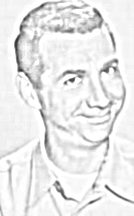
Roy Stuart

Roy Stuart (* 17. Juli 1927 in New York City; † 25. Dezember 2005 in Woodland Hills) war ein US-amerikanischer Bühnen- und Fernsehschauspieler.

## Leben
Roy Stuart begann seine Karriere mit Auftritten in Nachtclubs und Theatern.
Als langjähriges Mitglied des Theatre West trat Stuart auch in den Produktionen von Absurd Person Singular und The Sunshine Boys des örtlichen Theatre Forty auf.
Roy Stuart starb im Alter von 78 Jahren im Motion Picture Hospital in Woodland Hills, Kalifornien, an Krebs. Er hinterließ seinen Lebensgefährten Claude Hubert. Er ist auf dem Eden Memorial Park Cemetery in Mission Hills begraben.

## Filmografie
- 1965: Mister Ed
- 1965: Gidget
- 1965: Unser trautes Heim
- 1965: Verliebt in eine Hexe
- 1965–1968: Gomer Pyle: USMC
- 1966: Hazel
- 1969: Room 222
- 1969: Sexualprotz wider Willen
- 1969: The Mothers-In-Law
- 1969: Three’s a Crowd
- 1969–1970: The Governor & J.J.
- 1971: Wo die Liebe hinfällt
- 1972: Die Zwei von der Dienststelle
- 1972: The Carol Burnett Show
- 1973: Dr. med. Marcus Welby
- 1975: Linda Lovelace bläst zum Wahlkampf
- 1975: The Lost Saucer
- 1975–1976: Sanford and Son
- 1976: Holmes & Yoyo
- 1976: How to Break Up a Happy Divorce
- 1976–1977: One Day at a Time
- 1977: ABC Weekend Specials
- 1977: Forever Fernwood
- 1977: Laverne & Shirley
- 1977: Magic Mongo
- 1977: Sex and the Married Woman
- 1977: The Krofft Supershow
- 1980: CHiPs
- 1983: Hotel
- 1984: General Hospital
- 1985: Agentin mit Herz
- 1985: Alarmstufe 1
- 1985: Hollywood Beat
- 1987: Golden Girls
- 1989: Mama’s Family
- 1990: Familie Munster
- 1993: Eye of the Stranger